# Rhenium(III)-iodid
Rhenium(III)-iodid ist eine anorganische chemische Verbindung des Rheniums aus der Gruppe der Iodide.

## Gewinnung und Darstellung
Rhenium(III)-iodid kann durch Reaktion einer Perrheniumsäure-Lösung mit Iodwasserstoffsäure und Ethanol oder Methanol gewonnen werden.
{\displaystyle \mathrm {HReO_{4}+3\ HI+2\ C_{2}H_{5}OH\longrightarrow ReI_{3}+4\ H_{2}O+2\ CH_{3}CHO} }
Es lässt sich auch durch thermische Zersetzung von Rhenium(IV)-iodid bei 350 °C
{\displaystyle \mathrm {2\ ReI_{4}\longrightarrow 2\ ReI_{3}+I_{2}} }
oder durch Reaktion von Rhenium(III)-chlorid mit Bor(III)-iodid bei 310 °C darstellen.

## Eigenschaften
Rhenium(III)-iodid ist ein schwarz glänzender Feststoff mit nadelartigen Kristallen, der wenig löslich in Wasser und verdünnten Säuren ist. Er ist fast unlöslich in Methanol, Ethanol, Ether, Petrolether und Kohlenstofftetrachlorid. In flüssigem Ammoniak ist er unter Solvolyse löslich. Im Vakuum zersetzt er sich langsam, besonders bei erhöhter Temperatur, unter Abgabe von Iod. Er zerfällt beim Erhitzen auf 800 °C in Rhenium und Iod. Rhenium(III)-iodid besitzt eine monokline Kristallstruktur mit der Raumgruppe P21/m (Raumgruppen-Nr. 11) und den Gitterparametern a = 923,4 pm, b = 1130,9 pm, c = 879,9 pm und β = 110,25°. Die Kristallstruktur besteht aus Re3I9-Baueinheiten (Inselstruktur), die über Re-I-Re-Brücken zu Zickzack-Ketten verknüpft sind.